# Edge of Reality (canción)
Edge of Reality (Lit "Al borde de la realidad") es una canción compuesta por la tríada Bill Giant, Bernie Baum y Florence Kaye, grabada por primera vez por Elvis Presley el 7 de marzo de 1968 en los estudios Western Recorders de Los Ángeles, California, como tema para la banda sonora de la película Live a little, love a little ("Vivir y amar un poco"). La canción fue originalmente editada como sencillo junto a If I Can Dream en el lado A y posteriormente en formato de álbum compilado junto con otro de los temas de la mencionada película, Almost In Love.   Con ventas superiores a 500.000 copias el sencillo fue premiado con un disco de oro mientras que el álbum alcanzó la categoría de disco de platino. 

## Músicos
- Elvis Presley - voz
- Joseph Gibbons, Neil Levang, Charles Britz, Alvin Casey. - guitarras
- Larry Knechtel, Charles Berghofer.- bajos
- Hal Blaine, Gary Coleman - baterías
- Don Randi - piano
- B.J. Baker, Sally Stevens, Bob Tebow, John Bahler - coros [2]

## Letra
La canción 'Edge Of Reality' de Elvis Presley es una exploración profunda de la mente humana y sus límites que ilustra a través de una serie de metáforas la relación del protagonista de la película de la cual era uno de los temas centrales, con su interés amoroso, una joven mujer que cambiaba de nombres acorde a su conveniencia.. Por medio de una narrativa sombría y melancólica, Presley  lleva al oyente a un viaje por la delgada línea que separa la realidad de la ilusión. La letra comienza con una frase profunda y definitoria: 'I walk along a thin line darling, Dark shadows follow me'.("Yo camino a lo largo de una delgada línea, querida. Oscuras sombras me persiguen") lo cual demuestra que el cantante se encuentra allí en un estado de incertidumbre, perseguido por sombras que simbolizan sus miedos y dudas. Esta línea delgada representa la fragilidad de la mente humana cuando se enfrenta a situaciones extremas.

Acorde va avanzando el tema, Presley introduce la figura de una mujer misteriosa a la que alude como 'The girl with the nameless name' ("la muchacha con el nombre sin nombre") que lo atormenta y lo lleva al borde de la locura. Esta figura puede interpretarse como una metáfora de las propias obsesiones que pueden consumir a una persona. La repetición de la frase "On the edge of reality" refuerza la idea de estar constantemente al borde de perder el control, atrapado entre lo real y lo imaginario. La mujer sin rostro simboliza lo desconocido y lo incontrolable, elementos que pueden llevar a alguien a la desesperación.   
On the edge of reality, she sits there tormenting me       Sobre el borde de la realidad ella se sienta alli atormentándome 
The girl with the nameless name                                     La muchacha con el nombre sin nombre
On the edge of reality, where she overpowers me           Sobre el borde de la realidad donde ella me supera

With fears that I can't explain                                           con miedos que no puedo explicar 
La canción refleja una batalla interna, donde la línea entre la realidad y la fantasía se difumina peligrosamente. Esta lucha puede ser vista como una representación de los desafíos mentales y emocionales que muchas personas enfrentan en su vida diaria. En última instancia, 'Edge Of Reality' es una poderosa reflexión sobre la fragilidad de la mente humana y los peligros de perderse en las sombras de la propia psique. 

## Secuencia del film
En la secuencia del film "Live a little, love a little" del cual formó parte la canción, Elvis en el papel de Greg Nolan tiene un sueño pesadillesco durante el cual Berince, la mujer de sus sueños, encarnada por la actriz Michee Carey, ejecuta a su alrededor un sensual baile mientras cambia de apariencia dejándolo a él cada vez más desconcertado. 